# والتر بول
والتر بول (انگلیسی: Walter Bull؛ ۱۹ دسامبر ۱۸۷۱ – ۲۱ ژوئیهٔ ۱۹۵۲) بازیکن فوتبال اهل بریتانیا بود.
از باشگاه‌هایی که در آن بازی کرده‌است می‌توان به باشگاه فوتبال تاتنهام هاتسپر اشاره کرد.